# Hermann Seifermann
Hermann Seifermann (* 18. April 1925 in Neusatz/Bühl; † 16. Januar 2013 in München) war ein deutscher Theologe und Hochschullehrer. 

## Leben und Wirken
Hermann Seifermann stammte aus einer religiösen Familie und hatte fünf Geschwister. Seine schulische Ausbildung absolvierte bis zum Abitur in den Konvikten Rastatt und Konstanz. Während des Zweiten Weltkriegs war er ab 1943 zum Wehrdienst verpflichtet und geriet nach einer Verwundung 1945 in Kriegsgefangenschaft.
Nach seinem Theologiestudium in Freiburg und München empfing er am 25. Mai 1952 im Freiburger Münster die Priesterweihe und war anschließend in Pfarreien in Sinsheim, Mingolsheim und Offenburg tätig. Ab 1955 war er Präfekt am Erzbischöflichen Gymnasialkonvikt St. Fidelis in Sigmaringen und hatte diese Position etwa zwei Jahre lang inne. Danach war er bis 1959 Vikar in Hechingen und unterrichtete dort zudem als Religionslehrer am Gymnasium.
1959 trat er in das Oratorium  des Hl. Philipp Neri in München ein. Er absolvierte in Jerusalem ein Studium der vorderorientalischen Sprachen und lehrte anschließend am Institut für Katechetik und Homiletik in München als Fachhochschullehrer für Exegese des Alten Testaments und Didaktik des Bibelunterrichts.
Von 1979 bis 1990 war Seifermann Professor im Fachhochschulstudiengang Religionspädagogik und kirchliche Bildungsarbeit an der Katholischen Universität Eichstätt. Zugleich war er Priester in der Pfarrei St. Laurentius in München-Gern.

## Publikationen
- Die Entdeckung Gottes in der Bibel, Books on Demand, Norderstedt 2012, ISBN 978-3-8448-1413-2
- Wie heute von Gott reden? die Bibel als Glaubenshilfe, Adlerstein Verlag, Wiesmoor 2013, ISBN 978-3-7322-3521-6
- Der Kult Israels in seinen Hauptbegängnissen zur Zeit Davids, Adlerstein-Verlag, Wiesmoor 2014, ISBN 978-3-945462-03-4